# 罗伯特·爱德华兹
罗伯特·杰弗里·爱德华兹爵士，CBE，FRS（英語：Sir Robert Geoffrey Edwards，1925年9月27日—2013年4月10日），英国生理学家，生殖医学的先驱者，因「開發体外受精技术」的成就被授予2010年诺贝尔生理学或医学奖。他的贡献使治疗不育症成为可能，包括全球超过10%的夫妇在内的人类因此获益匪浅。

## 簡介
罗伯特·爱德华兹出生于英格兰曼彻斯特，曾參與第二次世界大戰。服滿兵役后进入威尔士大学。后入爱丁堡大学动物基因研究院（现罗斯林研究所）学习生物学，师从著名发育生物学家康拉德·哈尔·沃丁顿，1955年获博士学位，论文内容为小鼠胚胎發育。1958年成为英国国立医学研究所的研究人员，开始对人类授精过程的研究。
爱德华兹自1963年在英國剑桥大学供职，与帕特里克·斯特普托（1988年去世）共同研發体外人工受精技术（俗稱试管婴儿技术），1978年世界上第一个试管婴儿誕生。随后二人共同创立了全球首个体外受精研究中心——伯恩霍尔生殖医学中心。
因为在人类试管授精(IVF)疗法上的卓越贡献，罗伯特·G·爱德华兹获得2010年度诺贝尔生理学或医学奖。
爱德华兹的夫人罗丝的外祖父是著名物理学家、诺贝尔奖获得者欧内斯特·卢瑟福。
逝世前，爱德华兹是授精研究领域多本顶尖期刊的编辑，並在剑桥大学任名誉退休教授。
2013年4月10日于睡眠中去世，享年87岁。